# Stanford marshmallow experiment

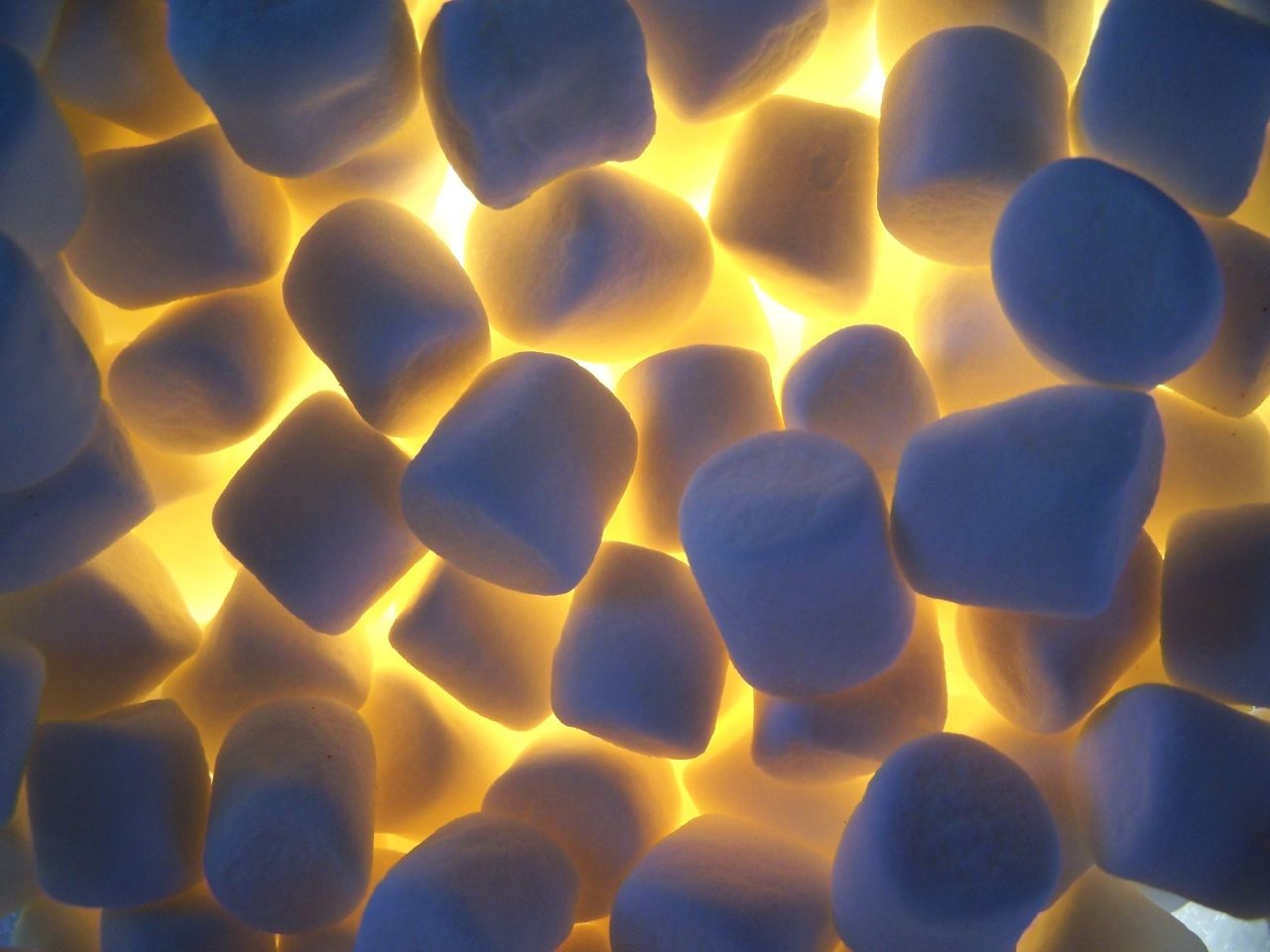
witte marshmallows, in het Nederlands beter bekend als spekjes.

Het Stanford marshmallow experiment is een test die in 1970 werd uitgevoerd onder leiding van psycholoog Walter Mischel aan de Stanford-universiteit. Hiermee werd getest hoe een kind omgaat met uitgestelde bevrediging. Hoe het kind hiermee omgaat werd gezien als voorspeller van hoe het kind later als volwassene zal functioneren.
Het experiment gaat als volgt. Een kind wordt in een kamer gezet en krijgt een marshmallow aangeboden en krijgt van de onderzoeker de volgende uitleg: Het kind zal 15 minuten alleen gelaten worden, met de marshmallow. Wanneer de onderzoeker na 15 minuten terugkomt en de marshmallow niet gegeten is, dan zal het kind naar keuze een tweede marshmallow krijgen of een pretzelstokje.
In vervolgonderzoeken bleek dat de kinderen die het opbrachten om 15 minuten op de extra beloning te wachten, gemiddeld op een aantal punten betere levensresultaten hadden. Zo deden ze het o.a. beter op de volgende punten:
- Ze haalden hogere scores op de SAT-tests, de toelatingstest voor universiteiten en hogescholen.
- Ze haalden betere studieresultaten.
- Ze hadden een gezondere BMI-score.

In latere onderzoeken zou blijken dat de test toch minder betrouwbaar is en dat de economische achtergrond van het kind een belangrijkere voorspeller is.